# 格利頓山
格利頓山（英語：Mount Gleaton），是南極洲的山峰，位於維多利亞地的博克格雷溫克海岸，海拔高度2,130米，俯瞰塔克冰川，美國地質調查局根據測量和該國海軍的空中照片繪入地圖，現時由南極條約體系管理。